# Serraniculus pumilio
Serraniculus pumilio är en fiskart som beskrevs av Isaac Ginsburg 1952. Serraniculus pumilio ingår i släktet Serraniculus och familjen havsabborrfiskar. Inga underarter finns listade i Catalogue of Life.